# Thomas Dickson
Pour les articles homonymes, voir Dickson.
Thomas Dickson, né en 1775 en Écosse et mort en 1825, est un médecin et explorateur écossais.

## Biographie
Il est le second médecin de l'expédition au Nigeria d'Hugh Clapperton après Robert Morrison. Il explore la côte de Ouidah (1825) puis, seul, se dirige vers Saccatoo (auj. Sokoto). Il quitte la ville puis disparait. Aucune trace de lui n'a jamais été retrouvé,.